# Z-Girls
Z-Girls（ゼットガールズ、朝鮮語: 지걸스）は、2019年に韓国のZenithメディアコンテンツからデビューした7人組の多国籍アイドルグループ。メンバーは全て韓国国外の異なる7つのアジアの国々から一人ずつ選ばれており、韓国の事務所の所属グループでありながら韓国人メンバーのいないグループとして注目を集めた。ファンクラブ名は「GalaxZ」。

## メンバー
| 国籍         | 名前                              | 生年月日                                                   |
| ------------ | --------------------------------- | ---------------------------------------------------------- |
| 日本         | MAHIRO（마히로、マヒロ）          | 1995年7月23日（29歳） 2021年5月17日に脱退                  |
| フィリピン   | CARLYN（칼린、カーリン）,リーダー | 1995年11月15日（29歳）                                     |
| インドネシア | VANYA（반야、バーニャ）           | 1996年5月16日（28歳）                                      |
| ベトナム     | QUEEN（퀸、クイーン）             | 1997年4月2日（28歳）                                       |
| インド       | PRIYANKA（프리얀카、プリヤンカ）  | 1997年7月2日（27歳）                                       |
| 台湾         | JOANNE（조앤、ジョエン）          | 2000年7月25日（24歳） 2020年6月2日に健康面の問題により脱退 |
| タイ         | BELL（벨、ベル）                  | 2004年1月6日（21歳）                                       |

## 概要
K-POPをベースにアジア各国から選抜された多国籍グループとして全世界ツアーを展開していくという「Z-POPドリームプロジェクト」の一環として、2019年の2月23日に男性メンバーで選抜された「Z-Boys」と同時にデビューを果たした。メンバーは全て韓国国外のアジア各国のそれぞれ異なる国籍を持つ1995年以降生まれの「Z世代」と呼ばれる世代のメンバーによって構成されており、既存のK-POPの枠を超えた「Z-POP」と銘打ってプロデュースされた。所属事務所であるZenithメディアコンテンツの本拠地であるソウルに拠点を置いているものの、グループには韓国人のメンバーが存在せず、楽曲も全て英語であるなど他のグループとは多くの面で一線を画してはいるが、装飾的なメイクや派手な衣装、そして息の合った振り付けなどのパフォーマンススタイルに関しては、他のK-POPグループのそれと比べてもほぼ違いはない。
デビュー以来、韓国国外のアジア各国での活動を通してファンや記者と交流し、各国でのテレビ出演やライブ公演なども果たすなど国際的なファン層を形成してきたが、その一方で韓国国内においては韓国出身のメンバーが存在しないことなどから「K-POPの枠には当てはまらないのではないか」との声も見られ、韓国のテレビ局からは楽曲が朝鮮語の曲ではないことを理由に音楽番組等への出演を断られるなど、本拠地であるはずの韓国からは活動の機会が制限されている状況にある。
韓国国外の反応としては、日本においては元乃木坂46の川村真洋がメンバーとして加わったことでも注目を集め、前後しての高橋朱里（Rocket Punch）や竹内美宥（MYSTICエンターテインメントと契約）らの活動などとも併せ、日本のアイドルグループのメンバーの韓国における再デビュー現象の一環として評価する向きも見られた。またインド出身のメンバーであるプリヤンカは、Z-Boysのシドと並びインド人としては初のK-POPアイドルとして話題を集めた。
2020年6月2日に台湾人メンバーのJoanneが健康面の問題からグループを脱退している。
2021年5月17日に日本人メンバーのMAHIROがソロ活動専念するためグループを脱退している。

## 年表

### 2019年
- 2月21日、Z-Stars名義でのZ-Boysとの合同でリリースされたミニアルバム「Z-POP Dream」収録の1stシングル「What You Waiting For」をリリース[16]。23日にはソウルのチャムシル室内体育館にて、デビューイベント「Z-POP Dream Live 2019 in Seoul」を開催した[2][17]。動画配信サイト・YouTubeの公式チャンネルおよびGenie Musicが投稿したミュージックビデオの視聴回数は、23日までの2日間の間にそれぞれ110万回と57万回を記録した[18]。
- 5月30日、メンバーのマヒロが個人的な問題により活動を一時休止し、2ndシングルでのカムバックへの参加を見送ることがInstagramの公式アカウントにおいて発表された[19]。
- 7月29日、1stの際と同じくZ-Boysとの合同ミニアルバム「Z-POP Dream - Singing for You」にて、2ndシングル「Streets of Gold」およびユニット曲「Fire Flame」のMVをリリース[20][21]。MVの再生回数は同8月10日の時点で200万回を達成した[6]。8月8日にはソウルの一指アートホールにて、アルバム発売を記念したショーケースを実施した[7]。
- 11月のタイでのプロモーションからMAHIROがグループに復帰。

## ディスコグラフィ―

### 楽曲
※アルバムは全てZ-Stars名義でのZ-Boysとの合同リリース。
| No. | リリース日    | 曲名                     | 収録アルバム                 |
| --- | ------------- | ------------------------ | ---------------------------- |
| 1st | 2019年2月23日 | What You Waiting For     | Z-POP Dream                  |
| 2nd | 2019年7月29日 | Streets of Gold          | Z-POP Dream -Singing for You |
| 2nd | 2019年7月29日 | Fire Flame（ユニット曲） | Z-POP Dream -Singing for You |

### MV
| 年     | MV                                                    |
| ------ | ----------------------------------------------------- |
| 2019年 | - What You Waiting For - Streets of Gold - Fire Flame |